# Eugène Hoffmann
Pour les articles homonymes, voir Hoffmann.
Eugène Hoffmann, né le 28 mars 1886 à Vichten (Luxembourg) et mort le 17 septembre 1935 à Vichten, est un homme politique luxembourgeois.

## Biographie
À la suite des élections législatives du 26 octobre 1919, Eugène Hoffmann fait son entrée à la Chambre des députés. Le Parti indépendant de la droite est créé et dirigé par Eugène Hoffmann qui quitte le Parti de la droite au début des années 1920 et participe aux élections législatives du 1er mars 1925 dans la circonscription Nord, mais pas à celles du 3 juin 1928 qui ont lieu dans les circonscriptions Sud et Est du pays. Le Parti des agriculteurs et des classes moyennes est fondé au début des années 1930 par Eugène Hoffmann et succède au Parti indépendant de la droite des années 1920. Il participe uniquement aux élections législatives du 7 juin 1931 et à celles du 6 juin 1937 ; le parti disparaît par la suite.
Il est également le bourgmestre de la commune de Vichten.